# 紫水晶色

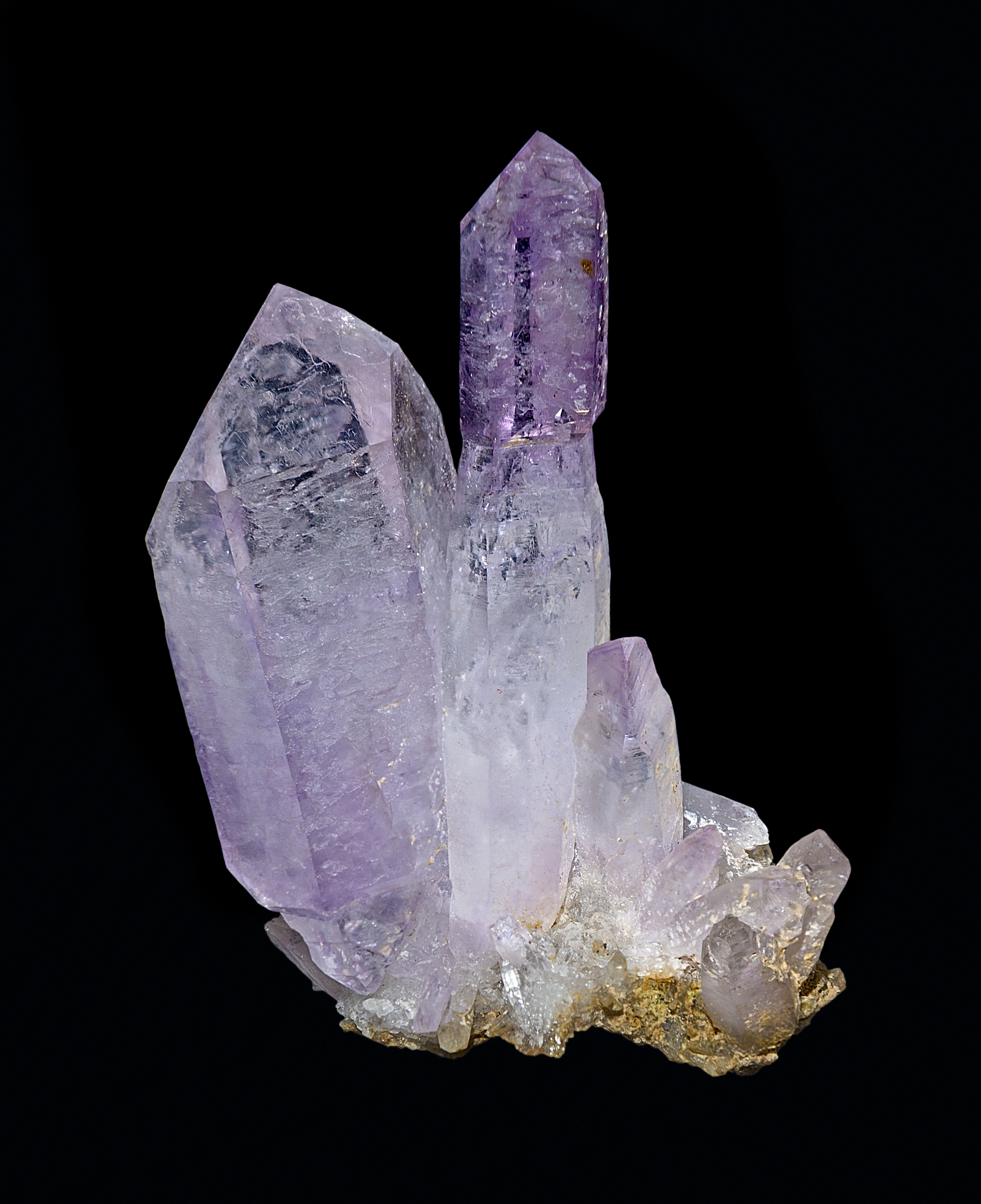
紫水晶礦物

紫水晶色(英語：Amethyst)是一個明暗中等，透明的紫色。其名來自於紫水晶，一種石英的化合物。
英文第一次記載使用紫水晶作為顏色名稱是於1572年。
即使天然的紫水晶礦物顏色可從紫色到黃色，紫水晶色在此為與紫水晶礦物相關明暗中等的紫色。有反對者表示紫水晶色不應是紫色。有些人相信這種顏色是出自於錳於紫水晶中的存在性，而有些人認為該顏色出自於在紫水晶中的硫氰酸鐵或硫。